# Djos Per Andersson
Djos Per Andersson, kallad Dalpelle, född 3 juni 1814 i Färnäs, Mora socken, död 28 mars 1849, var en rövare som dömdes till döden för dråp på en vaktkonstapel vid Uppsala fängelse och avrättades genom halshuggning. Dalpelle var son till häradsmannen och riksdagsmannen Anders Pehrsson. Dalpelle tecknade själv ned sin biografi men de två skrifter som finns efterlämnade är nedskrivna av någon annan, förmodligen prästen A Löfvén. Dalpelle tecknade även ned en mindre ordbok över fångarnas hemliga språk romani som är på svensk romani uppblandat med ett stort antal svenska ord.
Efter Dalpelles avrättningar hamnade hans avhuggna kranium, samt de tre översta ryggkotorna, i Anatomiska institutet i Uppsalas samlingar, och tillhör idag Gustavianum. I institutets katalog beskrevs Dalpelle som "mycket begåfvad".